# Achterstraat (Montfoort)
Achterstraat is een straat in de historische stadskern van de Nederlandse plaats Montfoort.

## Geschiedenis
Oorspronkelijk werd de straat aangeduid als Loeystraat en liep er een sloot langs de straat. Deze werd in 1874 gedempt. In de straat waren tot in de negentiende eeuw een aantal lijnbanen gevestigd. Hierdoor was er een afwisseling in de bebouwing tussen woon- en werkruimtes.

## Heden
De gemêleerde bebouwing is heden ten dage nog steeds terug te zien. Het oudste gebouw in de straat is Achterstraat 1a dat mogelijk een zestiende-eeuwse kern heeft.
Achterstraat ·
Blindeweg ·
Bovenkerkweg ·
De Plaats ·
Doeldijk ·
Havenstraat ·
Heeswijkerpoort ·
Heilig Levenstraat ·
Hofdijk ·
Hofstraat ·
Hoogstraat ·
Julianalaan ·
Keizerstraat ·
Lieve Vrouwegracht ·
Lindeboomsweg ·
Mannenhuisstraat ·
Mastwijkerdijk ·
Molenstraat ·
Om 't Hof · 
Om 't Wedde · 
Onder de Boompjes ·
Oude Boomgaard ·
Schoolstraat  ·
Slotlaan ·
Vrouwenhuisstraat ·
Waardsedijk ·
Waterpoort ·
Willeskopperpoort ·
IJsselplein ·
IJsselkade ·
IJsselveld